# Akdam (Kozan)
Akdam ist ein Ortsteil (Mahalle) im Landkreis Kozan der türkischen Provinz Adana mit 1.033 Einwohnern (Stand: Ende 2024). Im Jahr 2011 hatte der Ort 1.196 Einwohner.